# Аркуњано
Аркуњано (итал. Arcugnano) је насеље у Италији у округу Виченца, региону Венето.
Према процени из 2011. у насељу је живело 2499 становника. Насеље се налази на надморској висини од 38 м.

## Становништво
| 1931. | 1936. | 1951. | 1961. | 1971. | 1981. | 1991. | 2001. | 2011. |
| ----- | ----- | ----- | ----- | ----- | ----- | ----- | ----- | ----- |
| 5.417 | 5.473 | 5.783 | 4.765 | 4.373 | 4.787 | 6.023 | 7.024 | 7.899 |